# Neferubiti
Neferubiti o Akhbetneferu (segons les traduccions) va ser una princesa egípcia de la XVIII Dinastia. Era filla del faraó Tuthmosis I i de la Gran Esposa Reial Ahmose. Era, per tant, la germana menor de la reina-faraó Hatxepsut i la germana o mitja germana dels prínceps Uadjmose, Amenmose i Tuthmosis, futur Tuthmosis II.
Es creu que va morir jove, ja que apareix representada com una nena amb els seus pares a les parets del temple de la seva germana a Deir el-Bahari. Segurament morís durant el regnat del seu pare Tuthtmosis I. De fet, al temple de la seva germana a Deir el-Bahari, no només hi apareix acompanyada dels seus pares, si no que també s'hi indicada que es una difunta ("només la seva veu"). En aquesta representació està nua i es posa el dit a la boca, un signe de la seva curta edat (no més de cinc anys).